# Font de la Palma (Lleida)
La Font de la Palma és una obra neoclàssica de Lleida protegida com a Bé Cultural d'Interès Local.

## Descripció
Font senzilla, composta com una portada amb arc de mig punt. Els brolladors de l'aigua són de forja reproduint caps de peix. La grandària del conjunt li dona una certa monumentalitat. Feta amb blocs de pedra tallada.

## Història
Fou traslladada del mur del convent de l'ensenyança a l'indret actual.